# 398
Năm 398 là một năm trong lịch Julius.